# Wachsmotten
Die Wachsmotten (Galleriinae) sind eine Unterfamilie aus der Familie der Zünsler (Pyralidae). Ungefähr 300 Arten sind derzeit weltweit bekannt, von denen sieben Arten auch in Mitteleuropa vorkommen. Die Raupen der namensgebenden Arten ernähren sich von Pollen- oder Brutrückständen in den Wachs-Waben von Stechimmenarten. Die bekanntesten Arten sind die Große Wachsmotte (Galleria mellonella), die Kleine Wachsmotte (Achroia grisella) sowie die Hummelnestmotte (Aphomia sociella). Jedoch leben nicht alle Wachsmottenarten parasitär. Die Raupen einiger Arten ernähren sich an Pflanzen oder von Samen (Melissoblaptes zelleri, Paralipsa gularis, Corcyra cephalonica).

## Lebensweise
Die Falter der parasitären Wachsmotten fliegen durch Duft angelockt in die Nester von Hummeln und Honigbienen und legen dort Eier. Die daraus schlüpfenden Larven ernähren sich von Pollenresten und den zurückgelassenen Kokons von bebrüteten Zellen der Waben. Das Zerfressen der Waben schädigt die Brut der befallenen Insektenvölker. Teilweise fressen die Wachsmottenlarven auch den Wabeninhalt samt den enthaltenen Eiern oder Larven auf. Da die Wachsmottenlarven den Nestgeruch schnell annehmen, werden sie kaum als Eindringlinge erkannt und bekämpft. Von reinem Wachs alleine können sich die Larven allerdings nicht ernähren. Manche Arten, wie z. B.  Corcyra cephalonica ernähren sich von trockenen pflanzlichen Materialien.

## Schadwirkung

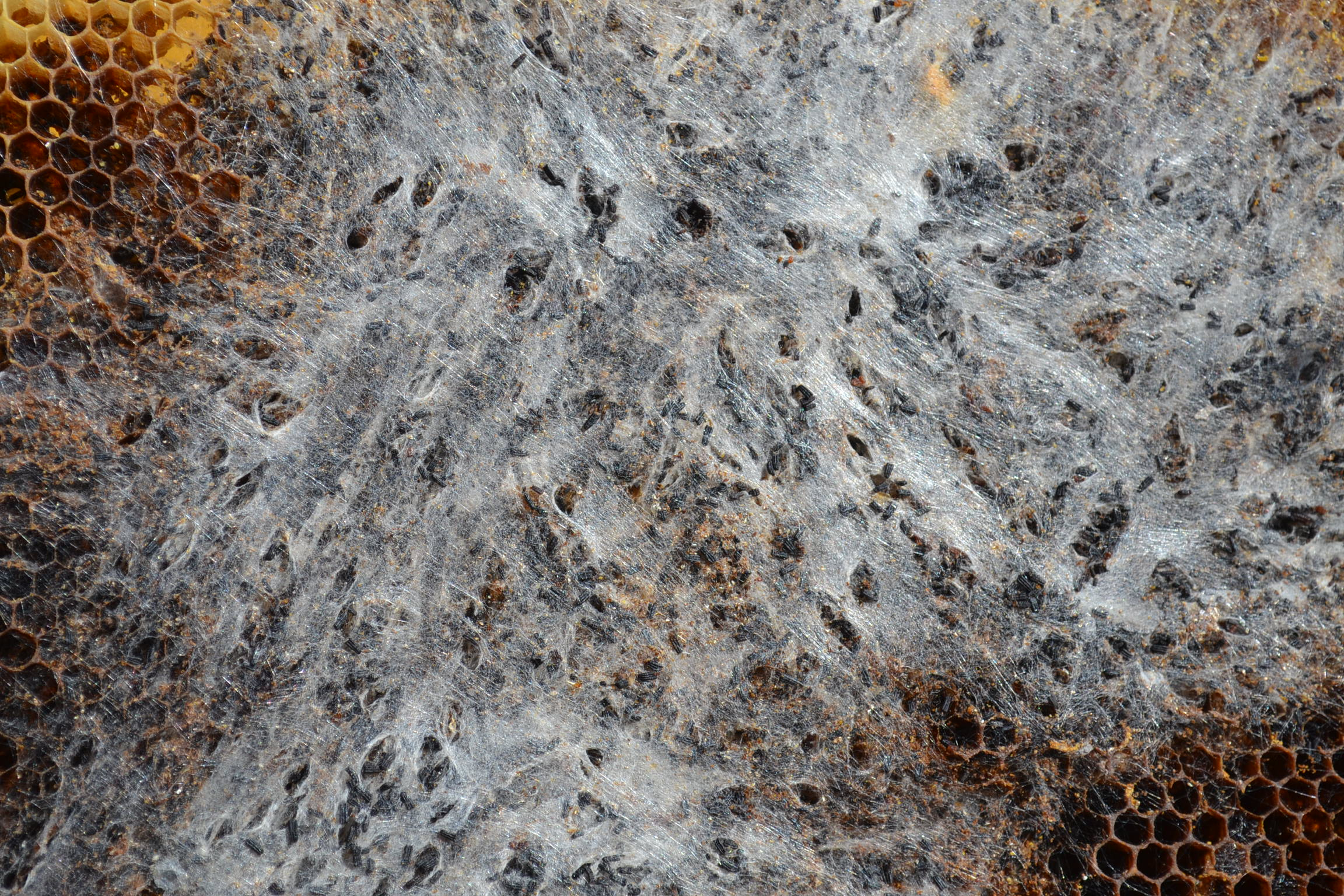
Großflächiges Wachsmottengespinst

In der Imkerei besteht hauptsächlich die Gefahr, dass den Bienenvölkern entnommene Waben bei der Lagerung zerfressen werden. Bisher unbebrütete Waben (z. B. aus dem Honigraum) ohne Pollenreste sind dagegen nicht gefährdet. Zudem ist eine Mindesttemperatur von 14 °C zur Entwicklung der Larven erforderlich, weshalb eine Bekämpfung durch den Imker nur in der warmen Jahreszeit notwendig ist. Durch den Kot der Wachsmotten können Krankheiten, z. B. die Europäische Faulbrut von einem kranken auf ein gesundes Bienenvolk übertragen werden. Allerdings sind in einem solchen Fall andere Übertragungswege, wie Räuberei und Wabentausch durch den Imker selbst weitaus wahrscheinlicher.
Durch einen starken Befall mit diesen Parasiten kann ein Hummelvolk in seiner Entwicklung erheblich geschädigt werden oder ganz erlöschen.

## Nutzen
Wilde Bienenvölker bauen ihre Nester, je nach Art im Freien oder besser geschützt in Baumhöhlen. Die Wachsmotten zerstören den Wabenbau von alten, verlassenen oder abgestorbenen Bienennestern so nachhaltig, dass wieder Platz für eine neue Besiedlung durch die Bienen vorhanden ist. Durch diesen hygienischen Effekt werden auch Krankheiten, beispielsweise die Amerikanische Faulbrut in ihrer Verbreitung behindert. Wild lebende Bienenvölker der in Höhlungen brütenden Westlichen Honigbiene kommen heute nur noch in Afrika und durch die ursprüngliche Verbreitung durch den Menschen in den wärmeren Regionen von Süd-, Mittel- und Nordamerika vor.
Die Larven von Galleria mellonella und Achroia grisella finden in der Terraristik als Futterinsekten Verwendung. Sie werden meist mit der Bezeichnung Wachsmaden vertrieben. Im Anglerbedarf werden die Larven als Köder angeboten. Sie werden hier meist als Bienenmaden bezeichnet wohl aufgrund einer Fehlinterpretation ihrer natürlichen Lebensweise in den Bienenwaben.

## Polyethylen-Abbau durch die Larven
2017 erschien in der Zeitschrift Current Biology ein Artikel über die Fähigkeit der Larven der Großen Wachsmotte Polyethylen abzubauen. Bisher ist noch nicht klar, ob die Larven das Polyethylen tatsächlich selber abbauen, oder ob evtl. die Darmflora der Larven diese Fähigkeit besitzt. Die Abbaurate betrug 0,23 mg cm−2 h−1; das ist deutlich schneller als die PE-Abbaurate eines kürzlich entdeckten Bakteriums und der Darmflora der Dörrobstmotte (Plodia interpunctella), die die Fähigkeit zum PE-Abbau ebenfalls besitzt. Polyethylen ist ein synthetisches Polymer, das aus Erdölprodukten hergestellt wird. Es ist in der Umwelt biologisch nicht oder nur sehr schwer abbaubar. Polyethylen wird unter anderem zur Herstellung von Plastiktüten und anderen Verpackungen verwendet, die als Plastikmüll erhebliche Umweltprobleme verursachen. Ob die Fähigkeit der Larven der Großen Wachsmotte Polyethylen abzubauen, einen Ansatz zur Lösung des Umweltproblems darstellen kann, ist unklar.

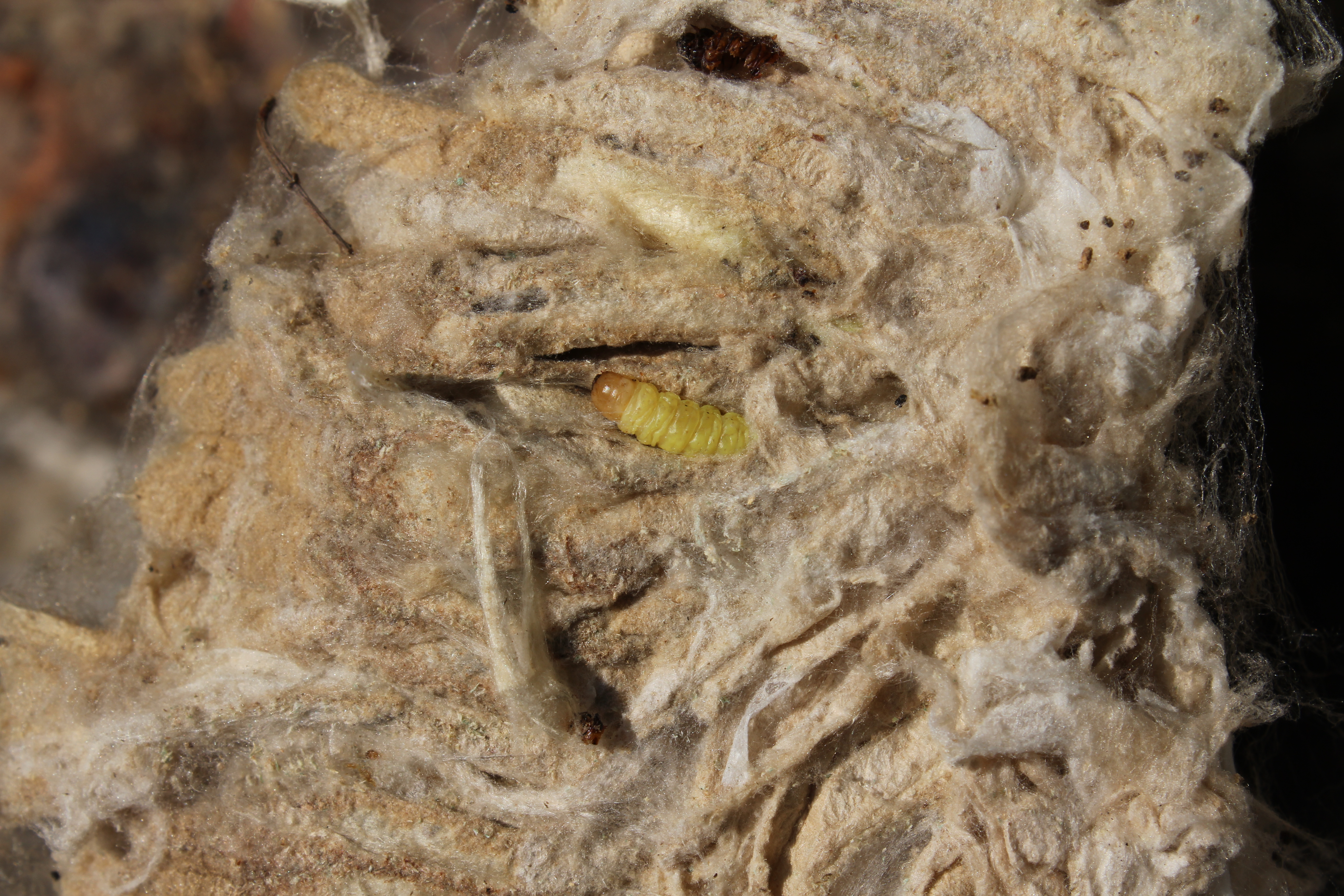
Wachsmottenlarve im selbst gesponnenen Kokon

Die Untersuchungen, vor allem Messungsergebnisse der Originalarbeit werden von einigen Wissenschaftlern angezweifelt. Spezifische spektroskopische Signale für den eindeutigen Nachweis von Ethylenglycol sollen in den veröffentlichten Daten der Spanier fehlen. Fraglich sei so, ob „die Raupe das […] Polyethylen tatsächlich verdaut - und nicht nur zerkaut und unverändert ausscheidet.“

## Systematik (Europa)
Die Unterfamilie der Wachsmotten ist in Europa mit acht Gattungen und 16 Arten vertreten. In Deutschland, Österreich und der Schweiz sind bisher sieben Arten nachgewiesen worden.

### Tribus Tirathabini
- Aphomia curvicostella (Zerny, 1914)
- Aphomia grisea Turati, 1913
- Aphomia murciella (Zerny, 1914)
- Hummelnestmotte (Aphomia sociella Linnaeus 1758) A, CH, D
- Aphomia unicolor (Staudinger, 1880)
- Melissoblaptes foedellus (Zeller), (Syn. Aphomia foedella)
- Corcyra cephalonica (Stainton, 1866) A, CH
- Lamoria anella ([Denis & Schiffermüller], 1775) A, CH, D
- Lamoria jordanis Ragonot, 1901
- Lamoria ruficostella Ragonot, 1888
- Lamoria zelleri (de Joannis, 1932) A, CH, D
- Samenzünsler (Paralipsa gularis) (Zeller, 1877) A, CH

### Tribus Galleriini
- Kleine Wachsmotte (Achroia grisella Fabricius 1794) A, CH, D
- Arenipses sabella Hampson, 1901
- Große Wachsmotte (Galleria mellonella Linnaeus 1758) A, CH, D
- Pseudarenipses insularum Speidel & Schmitz, 1991

## Belege